# Олімпув
Олімпув (пол. Olimpów) — село в Польщі, у гміні Івежиці Ропчицько-Сендзішовського повіту Підкарпатського воєводства.
Населення — 562 особи (2011).
У 1975-1998 роках село належало до Ряшівського воєводства.

## Демографія
Демографічна структура станом на 31 березня 2011 року:
|          | Загалом | Допрацездатний вік | Працездатний вік | Постпрацездатний вік |
| -------- | ------- | ------------------ | ---------------- | -------------------- |
| Чоловіки | 258     | 65                 | 162              | 31                   |
| Жінки    | 304     | 73                 | 173              | 58                   |
| Разом    | 562     | 138                | 335              | 89                   |